# Нерви... Нерви...
«Нерви… Нерви…» — радянський комедійний художній фільм 1972 року, знятий Центральним телебаченням СРСР.

## Сюжет
Головний герой фільму — веселий ремонтник. На всі аварійні виклики він виїжджає на саморобному пересувному пристрої, наспівуючи при цьому: «Машина моя несерійна, машина моя аварійна, об'їздив на ній всі аварії в нашій північній півкулі…». Поневіряння веселого винахідника починаються, коли він на своєму мотоциклі врізається в довгу трубу, яку несуть робітники. Після зіткнення у бідолахи з'являється нервовий тик, дуже схожий на підморгування. Навколишні так це і сприймають… В результаті герой потрапляє у всякі смішні і не дуже ситуації. Фильм був знятий у Сiмферополi.

## У ролях
- Володимир Дубровський — Владик
- Микола Парфьонов — Фітюєв
- Віктор Павлов — Зюзін
- Микола Корноухов — Прєфєрансов
- Євген Перов — Іван Васильович
- Ілля Рутберг — гіпнотизер
- Юрій Бєлов — міліціонер
- Язон Бакрадзе — Едік
- Ніна Агапова — Анастасія Петрівна
- А. Антипова — епізод
- Ольга Вєліканова — дружина в «леопарді»
- Наталія Крачковська — співробітниця НДІ слабких струмів
- Ніна Маслова — Ніна, дружина Едіка
- Муїн Мухітдінов — азіат
- В. Прохасько — епізод
- Вікторія Раєцька — касир
- Ольга Сошникова — Люда
- Галина Юркова-Данелія — епізод
- Г. Філіппова — епізод
- Герман Сизов — Шарашкін
- А. Рибаков — епізод
- Світлана Євдокимова — дівчина в театрі
- Сергій Зеленюк — співробітник НДІ слабких струмів
- Петро Щербаков — пацієнт-алкоголік
- Аркадій Іванов — пацієнт-алкоголік

## Знімальна група
- Режисер — Вадим Зобін
- Сценаристи — Яків Костюковський, Моріс Слободськой
- Оператор — Олександр Панкратов
- Композитор — Микита Богословський
- Художник — Ігор Лємєшев